# Proceso constituyente en Chile de 2023
El proceso constituyente en Chile de 2023, oficialmente denominado Proceso Constitucional 2023, fue el procedimiento para redactar una nueva propuesta de Constitución Política de la República de Chile tras el triunfo de la opción «Rechazo» en el plebiscito constitucional de 2022, que descartó el anterior texto propuesto por la Convención Constitucional.
El proceso se realizó mediante tres organismos creados especialmente para la ocasión: la Comisión Experta, que desarrolló un anteproyecto de texto constitucional; el Consejo Constitucional que aprobó y puede modificar dicho texto; y el Comité Técnico de Admisibilidad que actuó como árbitro cuando existan requerimientos sobre propuestas de normas que podrían infringir normativas.
El plebiscito de salida se realizó el 17 de diciembre de 2023, finalmente ganando la opción ''en contra'', y siendo rechazada la propuesta constitucional.

## Antecedentes
Tras la derrota de la opción «Apruebo» en el plebiscito constitucional, el 12 de septiembre de 2022 se instaló una mesa negociadora en el Congreso Nacional con la representación de todas las fuerzas políticas, en la cual algunos partidos se restaron antes o durante el proceso de conversaciones como el caso del Partido Republicano y el Partido de la Gente. La discusión giró principalmente en torno a la composición del posible nuevo organismo. Mientras la oposición —que había apoyado el rechazo a la propuesta constitucional— se inclinaba por un órgano total o parcialmente designado por el Congreso, el oficialismo sostenía la tesis de un organismo similar al recientemente disuelto. La discusión se entrampó por esta razón en varias ocasiones, llegando a casi romperse la mesa de negociaciones durante diciembre, principalmente por la intervención de Amarillos por Chile, colectivo que apoyaba un consejo de expertos. Los partidos que se rehusaron a participar de la mesa generaron una instancia paralela de corta duración, en la cual se propuso, entre otras cosas, un nuevo plebiscito de entrada para consultar si la ciudadanía deseaba una nueva Constitución.
Finalmente el 12 de diciembre, tras tres meses de negociaciones, se arribó a un documento que estableció tanto las bases de contenido como el trabajo de tres órganos distintos para la redacción del nuevo texto constitucional. Este documento fue presentado esa misma noche como Acuerdo por Chile, a través de los presidentes de la Cámara de Diputadas y Diputados y el Senado. Dentro de los detalles anunciados estaban la definición de los equilibrios entre los dos organismos. El presidente del Senado anunció que el anteproyecto redactado por los expertos serviría de "insumo" para la discusión del Consejo Constitucional electo.

## Organismos

### Comisión Experta

Composición de la Comisión Experta de acuerdo a los escaños asignados para cada coalición o partido:
Apruebo Dignidad: 4 escaños
Socialismo Democrático: 6 escaños
Partido Demócrata Cristiano: 2 escaños
Otros: 1 escaño
Chile Vamos: 10 escaños
Partido Republicano: 1 escaño

Los integrantes de la Comisión Experta designada por el Congreso Nacional serán 24: la mitad de ellos fue designada por la Cámara de Diputadas y Diputados y la otra mitad por el Senado, siendo aprobados en sus respectivas cámaras por cuatro séptimos de los miembros en ejercicio. Su rol será elaborar un anteproyecto constitucional a partir del 6 de marzo de 2023, que posteriormente será discutido por los 50 miembros elegidos mediante votación popular —los cuales comenzarían a sesionar el 7 de junio—, además de poseer un rol de colaboración en la armonización del texto final y la redacción de las normas transitorias. Una vez instalado el Consejo Constitucional en junio, los comisionados se integrarán a dicho órgano y tendrán derecho a voz pero no a voto.

### Consejo Constitucional

Composión del Consejo constitucional electo en la votación popular del 7 de mayo de 2023:
Partido Republicano
Unidad para Chile
Chile Seguro
Pueblo mapuche

Las elecciones para determinar los escaños de los 50 miembros que fueron elegidos mediante votación popular el 7 de mayo de 2023 y bajo el sistema electoral que rige al Senado, mediante listas abiertas compuestas por partidos o pactos de partidos, pudiendo incluir también a independientes. Existirán también escaños reservados para pueblos originarios, los cuales serán supranumerarios y asignados de manera proporcional a la votación que reciban los candidatos que se presenten bajo dicha modalidad. Dicho órgano también estará integrado bajo un concepto de paridad de género e iniciará sus sesiones el 7 de junio de 2023, mediante una ceremonia en el palacio del ex Congreso Nacional de Chile en Santiago, en donde asumirán sus cargos.

### Comité Técnico de Admisibilidad
El proceso también contará con una instancia arbitral, denominada Comité Técnico de Admisibilidad y compuesta por 14 juristas que velarán por el cumplimiento de las 12 bases institucionales fijadas en octubre de 2022. Sus integrantes serán elegidos por el Senado a partir de una propuesta formulada por la Cámara de Diputadas y Diputados; en ambos casos el cuórum para su aprobación será de cuatro séptimos.

## Desarrollo
En octubre de 2022 se generó en el Congreso Nacional un acuerdo de bases constitucionales que buscaba establecer 12 Bordes (puntos o principios orientadores para la redacción del nuevo texto constitucional.) Las bases institucionales y fundamentales son:
1. Chile es una República democrática, cuya soberanía reside en el pueblo.
2. El Estado de Chile es unitario y descentralizado.
3. La soberanía tiene como límite la dignidad de la persona humana y los derechos humanos reconocidos en los tratados internacionales ratificados por el Estado de Chile y que se encuentren vigentes. La Constitución consagrará que el terrorismo, en cualquiera de sus formas, es por esencia contrario a los derechos humanos.
4. La Constitución reconoce a los pueblos indígenas como parte de la nación chilena, que es una e indivisible. El Estado respetará y promoverá sus derechos y culturas.
5. Chile es un Estado social y Democrático de Derecho, cuya finalidad es promover el bien común; que reconoce derechos y libertades fundamentales; y que promueve el desarrollo progresivo de los derechos sociales, con sujeción al principio de responsabilidad fiscal; y a través de instituciones estatales y privadas.
6. Los emblemas nacionales de Chile son la bandera, el escudo y el himno nacional.
7. Chile tiene tres poderes separados e independientes entre sí: a) Poder Ejecutivo, con un jefe de Gobierno con iniciativa exclusiva en el gasto público. b) Poder Judicial, con unidad jurisdiccional y con pleno respeto de las sentencias judiciales firmes y ejecutoriadas. c) Poder legislativo bicameral, compuesto por un Senado y una Cámara de Diputados y Diputadas, sin perjuicio de sus atribuciones y competencias en particular.
8. Chile consagra constitucionalmente, entre otros, los siguientes órganos autónomos: Banco Central, justicia electoral, Ministerio Público y Contraloría General de la República.
9. Chile protege y garantiza derechos y libertades fundamentales como el derecho a la vida; la igualdad ante la ley; el derecho de propiedad en sus diversas manifestaciones; la libertad de conciencia y de culto; el interés superior de los niños, niñas y adolescentes; la libertad de enseñanza y el deber preferente de las familias de escoger la educación de sus hijos; entre otros.
10. Chile consagra constitucionalmente con subordinación al poder civil la existencia de las Fuerzas Armadas; y las Fuerzas de Orden y Seguridad, con mención expresa de Carabineros de Chile y Policía de Investigaciones.
11. La Constitución consagra, a lo menos, cuatro estados de excepción constitucional: estado de asamblea, de sitio, de catástrofe y de emergencia.
12. Chile se compromete constitucionalmente al cuidado y la conservación de la naturaleza y su biodiversidad.

Tanto las normas como el texto final de la propuesta constitucional deberán ser aprobadas mediante un cuórum de tres quintos de los integrantes del Consejo Constitucional, mientras que las decisiones de la Comisión Experta también deberán ser acordadas por tres quintos de sus integrantes.
De acuerdo al itinerario propuesto en el «Acuerdo por Chile», originalmente estaba previsto que el Consejo Constitucional iniciara sus sesiones el 21 de mayo de 2023 y que una vez finalizado el proceso de redacción de la nueva Constitución, el 23 de octubre sería entregado el proyecto final y sería sometido a plebiscito con voto obligatorio el 26 de noviembre. Finalmente la fecha del plebiscito de salida fue fijada para el 17 de diciembre.

### Elaboración del reglamento
El reglamento del Consejo Constitucional y sus órganos relacionados fue elaborado a partir de una propuesta redactada por las secretarías del Senado y la Cámara de Diputadas y Diputados —compuesta por Rodrigo Pineda y John Smok, entre otros— y que fue debatida por una comisión bicameral compuesta por 9 senadores y 9 diputados, designados por sus pares el 18 de enero:
| Senadores: - Luz Ebensperger (UDI) - Luciano Cruz-Coke (Evópoli) - Paulina Núñez (RN) - Rodrigo Galilea (RN) - Matías Walker (Ind-Demócratas) - Francisco Huenchumilla (PDC) - Loreto Carvajal (PPD) - Alfonso de Urresti (PS) - Claudia Pascual (PC) | Diputados: - Juan Antonio Coloma (UDI) - Luis Sánchez (PRCh) - Diego Schalper (RN) - Eric Aedo (PDC) - Raúl Soto (PPD) - Tomás de Rementería (PS) - Catalina Pérez (RD) - Luis Cuello (PC) - Miguel Ángel Calisto (Independiente) |

El 20 de enero la comisión bicameral aprobó en general la propuesta de reglamento, mientras que el 23 del mismo mes fue votado en particular.

### Elaboración del anteproyecto
El 30 de mayo de 2023, la Comisión Experta concluyó el proceso de enmiendas y redacción de los 14 capítulos de los que consta el anteproyecto que será entregado al Consejo Constitucional. El 5 de junio se realizaron los discursos finales de la etapa de redacción del anteproyecto por parte de cada uno de los comisionados y fue presentado el texto definitivo del anteproyecto constitucional.